# 德克兰·奥唐奈
德克兰·奥唐奈（英語：Declan O'Donnell，1990年11月28日—），新西兰男子橄榄球运动员。他曾代表新西兰七人制国家队参加2014年英联邦运动会七人制橄榄球比赛，获得一枚银牌。